# Susie Arioli
Susie Arioli, nacida el 19 de diciembre de 1963 en Toronto en Ontario, Canadá, es una cantante de jazz montrealesa. Es la hija de Don Arioli.

## Biografía

### Sus comienzos
Nacida en Toronto, Susie Arioli pasa la mayor parte de su niñez en Montreal. En medio de los años 90, encuentra a Jordan Officer durante una "jam" del bajo Stephen Barry. Juntos han fundado la Susie Arioli Swing Band, llamada posteriormente Susie Arioli Band. Su primer gran espectáculo tuvo lugar al Festival internacional de jazz de Montreal en 1998 donde, después de un espectáculo al aire libre de gran éxito, fueron invitados a hacer la primera parte para Ray Charles en la Plaza de las Artes. Su prestación atrae la atención de los medios de comunicación y del público y el concierto lanzará su carrera.

### Carrera profesional
Susie Arioli tiene diez álbumes estudio en su activo, de los cuales tres han sido nombrados para un Juno y tres para premios Félix. Todos han sido inscritos a los palmarés del jazz de Canadá. El segundo álbum, Pennies From Heaven, es también la última grabación del pianista de jazz legendario Ralph Sutton. Su tercer álbum, That's For Me, tiene por realizador a John Snyder que es conocido por su trabajo con Chet Baker, Charlie Haden, Ornette Coleman, entre otros. Con respecto al álbum, Learn To Smile Again, está en la línea del western swing y contiene versiones de seis piezas del autor country Roger Miller. El álbum siguiente, Night Lights marcará un regreso a los estándars del jazz. Algunos meses después de la salida de este álbum, le conceden el Premio Oscar Peterson del Festival internacional de Jazz de Montreal y sucede así a otros artistas canadienses de renombre como François Bourassa, Yannick Rieu, Diana Krall y Paul Bley. 
En 2010, Susie Arioli saca Christmas Dreaming que consigue un disco de oro un año más tarde (más de 40 000 copias vendidas). Su siguiente álbum All The Way apareció el 27 de marzo de 2012 en Canadá y el 12 de junio en Estados Unidos. 
Todos los álbumes cuentan como estrella con Jordan Officer a la guitarra y a los arreglos.

## Discografía
- It's Wonderful (Justin Time) 2000
- Pennies From Heaven (Justin Time) 2002
- That's For Me (Justin Time) 2004
- Beau D'Hommage: Hommage A Beau Dommage (Spectra) 2005
- Learn To Smile Again (Justin Time) 2005
- Night Lights (Spectra) 2008
- Christmas Dreaming (Spectra) 2010
- All The way (Spectra, Jazzheads) 2012
- City Folk 2014
- Spring 2015